# Kapelle-op-den-Bos
Kapelle-op-den-Bos és un municipi belga de la província de Brabant Flamenc a la regió de Flandes. Està compost per les seccions de Kapelle-op-den-Bos, Nieuwenrode i Ramsdonk.